# Rodolfo Martín Villa

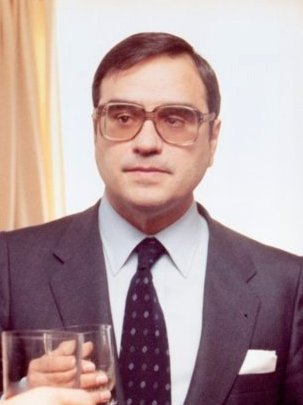
Martín Villa im Dezember 1980

Rodolfo Martín Villa (* 3. Oktober 1934 in Santa María del Páramo, Provinz León) ist ein spanischer Politiker und Unternehmer.

## Elternhaus und Ausbildung
Rodolfos Vater, Emilio Martín Fernández, war Angestellter bei der Eisenbahngesellschaft Compañía de los Caminos de Hierro del Norte de España. Rodolfo Martín Villa studierte Wirtschaftsingenieurwesen an der Universidad Politécnica de Madrid und trat als Wirtschaftsingenieur in den Dienst des Finanzministeriums.

## Karriere

### Zusammenfassung
Martín Villas Karriere begann in der franquistischen Diktatur. Er bekleidete in jener Zeit und während der folgenden Zeit der spanischen Transition eine Reihe von politischen Ämtern. Nach dem Ende der Diktatur war er zunächst Mitglied der 1982 aufgelösten UCD und später des Partido Popular. Wegen seiner Rolle als verantwortlicher Minister beim Massaker von Vitoria im März 1976 wurden ihm Verbrechen gegen die Menschlichkeit zur Last gelegt. Da aufgrund einer Generalamnestie eine Anklage in Spanien nicht möglich ist, wurde 2014 beim obersten Gerichtshof von Argentinien Klage gegen ihn erhoben.
| Von               | Bis                | Rolle | Staatsoberhaupt  | Staatswappen |
| ----------------- | ------------------ | --- | ---------------- | ------------ |
| 23. Februar 1962  | 10. September 1964 | Vorsitzender der faschistischen Hochschulgewerkschaft Sindicato Español Universitario                                                  | Francisco Franco |              |
| 1964              | 1977               | Abgeordneter in der Ständeversammlung Cortes                                                                                           | Francisco Franco |              |
| 1966              | 1969               | Generaldirektor für Textilindustrie im Industrieministerium                                                                            | Francisco Franco |              |
| 1974              | 1975               | Zivilgouverneur von Barcelona | Francisco Franco |              |
| 12. Dezember 1975 | 5. Juli 1976       | Minister für gewerkschaftliche Beziehungen (Ministro de Relaciones Sindicales)                                                         | Juan Carlos I.   |              |
| 5. Juli 1976      | 5. April 1979      | Innenminister in der Regierung Adolfo Suárez                                                                                           | Juan Carlos I.   |              |
| 1977              | 1979               | Mitglied des Senats der Cortes Generales                                                                                               | Juan Carlos I.   |              |
| 9. September 1980 | 1. Dezember 1981   | Minister für Territorialverwaltung (Ministro de Administración Territorial) in den Regierungen Adolfo Suárez und Leopoldo Calvo-Sotelo | Juan Carlos I.   |              |
| 2. September 1981 | 30. Juli 1982      | Vizepräsident der spanischen Regierung Leopoldo Calvo-Sotelo                                                                           | Juan Carlos I.   |              |
| 1979              | 1983               | Mitglied im Abgeordnetenhaus der Cortes Generales                                                                                      | Juan Carlos I.   |              |
| 1989              | 1997               | Mitglied im Abgeordnetenhaus der Cortes Generales                                                                                      | Juan Carlos I.   |              |

Nach 1982 engagierte er sich hauptsächlich als Manager, insbesondere bei der Privatisierung der Elektrizitätsgesellschaft Endesa während der Regierungszeit von José María Aznar.

### Franco-Diktatur
Nach dem Studium schloss er sich der franquistischen Zentralgewerkschaft Sindico Vertical an und wurde Präsident des Sindicato nacional de Papel, Prensa y Artes Gráficas. 1962 wurde er als Vorsitzender des Sindicato Español Universitario berufen. In jener Zeit hatte diese Hochschulgewerkschaft ihre einstige Militanz abgelegt und war weitgehend passiv. 1965 wurde er gewerkschaftlicher Abgeordneter in der Provinz Barcelona und im Jahr darauf Generaldirektor für Textilindustrie im Industrieministerium. 1967 bis 1968 nahm er an der Conferencia Constitucional teil, die die Verfassung für Äquatorialguinea ausarbeitete. 1969 wurde er Generalsekretär der Gewerkschaftsorganisation Organización Sindical Española und im selben Jahr Mitglied des Consejo del Reino. 1974 wurde er als Zivilgouverneur von Barcelona berufen.

### Spanische Transition
Im Dezember 1975 wurde Martín Villa in die erste Regierung nach Francos Tod berufen, unter dem Präsidenten Carlos Arias Navarro. Laut einer Recherche von Pilar Urbano hatte ihn sein Amtsvorgänger und vormaliger Propagandaminister Alejandro Fernández Sordo als „Mann der (falangistischen) Bewegung“ empfohlen. Er übernahm das Amt in einer kritischen Situation, denn die spanische Wirtschaft litt unter den Auswirkungen der Ölkrise von 1973. In den ersten Monaten des Jahres 1976 inszenierten die oppositionellen Gewerkschaftskräfte eine Kampagne mit mehr als 17.000 Streiks. In diesem Zusammenhang fand das Massaker von Vitoria statt, bei dem mehrere Arbeiter durch die Polizei getötet wurden. Als Martín Villa zusammen mit Manuel Fraga Iribarne Verwundete besuchte, beschimpften ihn die Angehörigen. Er wurde gefragt, ob er gekommen sei, um „den Verwundeten den Gnadenschuss zu geben“.

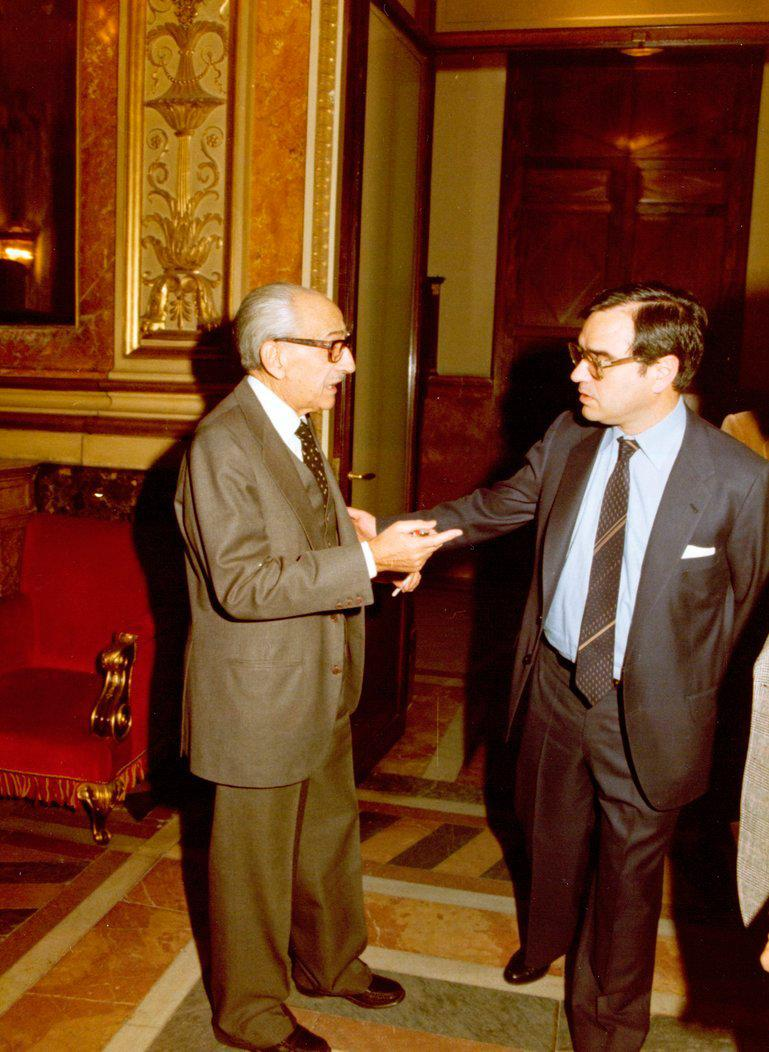
Martín Villa im Gespräch mit Manuel Gutiérrez Mellado, dem Vizepräsidenten für Verteidigung, 1980

Nachdem Adolfo Suárez zum Regierungspräsidenten ernannt worden war, wurde Rodolfo Martín Villa im Juli 1976 Innenminister unter Premierminister Adolfo Suárez. Die Amtsbezeichnung Ministro de la Gobernación wurde 1977 in Ministro del Interior umbenannt. Er trat der Unión de Centro Democrático (UDC) im sogenannten blauen Sektor der ehemaligen Franco-Anhänger bei. Gleichzeitig wurde er in den Senat der Cortes von 1977 gewählt. Später wurde er als Abgeordneter für den Wahlkreis León auf der Liste der UDC in den Congreso de los Diputados gewählt.
Einige Autoren werfen ihm vor, in jener Zeit die Vernichtung der Archive der ehemaligen falangistischen Einheitspartei Falange Española Tradicionalista y de las Juntas de Ofensiva Nacional Sindicalista (FET y de las JONS) organisiert zu haben. Er habe damit Beweise für Verbrechen vertuschen wollen.
Im Volksmund wurde er „Knüppel der Transition“ genannt, aufgrund der exzessiven Härte, mit der die Sicherheitskräfte Demonstrationen unterdrückten. Während seiner Amtszeit als Innenminister waren Mitglieder der Sicherheitskräfte an mehreren terroristischen Anschlägen beteiligt, beispielsweise:
- 1978 im sogenannten Caso Scala. einem Attentat gegen die anarchosyndikalistische CNT im Veranstaltungszentrum Scala in Barcelona;[22]
- beim versuchten Attentat auf Antonio Cubillo, dem Führer der Unabhängigkeitsbewegung der Kanarischen Inseln.[23]

Ihm unterstellt war der Supercomisario Roberto Conesa, dem Folterungen von Gefangenen während des Franco-Regimes vorgeworfen werden. An die Spitze der Generaldirektion für Sicherheit setzte er seinen Vertrauten Mariano Nicolás García. In diesen Jahren wurden die ehemaligen Sicherheitskräfte des Franco-Regimes reorganisiert. Die ehemalige franquistische Polizei war in den erneuerten Polizeikräften jedoch noch präsent. So standen zum Beispiel 1982 Mitglieder der ehemaligen franquistischen Geheimpolizei an der Spitze von neun der dreizehn Polizeipräsidien Spaniens.

### Weitere politische Karriere
Im September 1980 wurde er von Premierminister Adolfo Suarez als Minister für Territorialverwaltung erneut in ein Regierungsamt berufen. Nach dem gescheiterten Militärputsch im Februar 1981 wurde Leopoldo Calvo-Sotelo Suarez’ Nachfolger als Premierminister. Calvo-Sotelo bestätigte Martín Villa in seinem Ministeramt. Im Dezember desselben Jahres wurde Martín Villa dann Erster Vizepräsident der Regierung. Dieses Amt hielt er bis Juli 1982 inne.
In seiner weiteren politischen Laufbahn bekleidete er folgende Ämter und Funktionen:
- Von März 1979 bis Februar 1983 war Abgeordneter der Provinz León im Congreso de los Diputados.
- Nachdem sich die UCD aufgelöst hatte, trat er 1987 zunächst dem Partido Demócrata Popular bei,[29] um sich später dem Partido Popular (PP) anzuschließen und dort 1988 in den Vorstand berufen zu werden. Im Oktober 1989 wurde er Abgeordneter der PP für die Hauptstadt Madrid im Congreso de los Diputados.[17] Diesen Sitz im Parlament hielt er bis Februar 1997 inne.[1]

### Tätigkeit als Manager

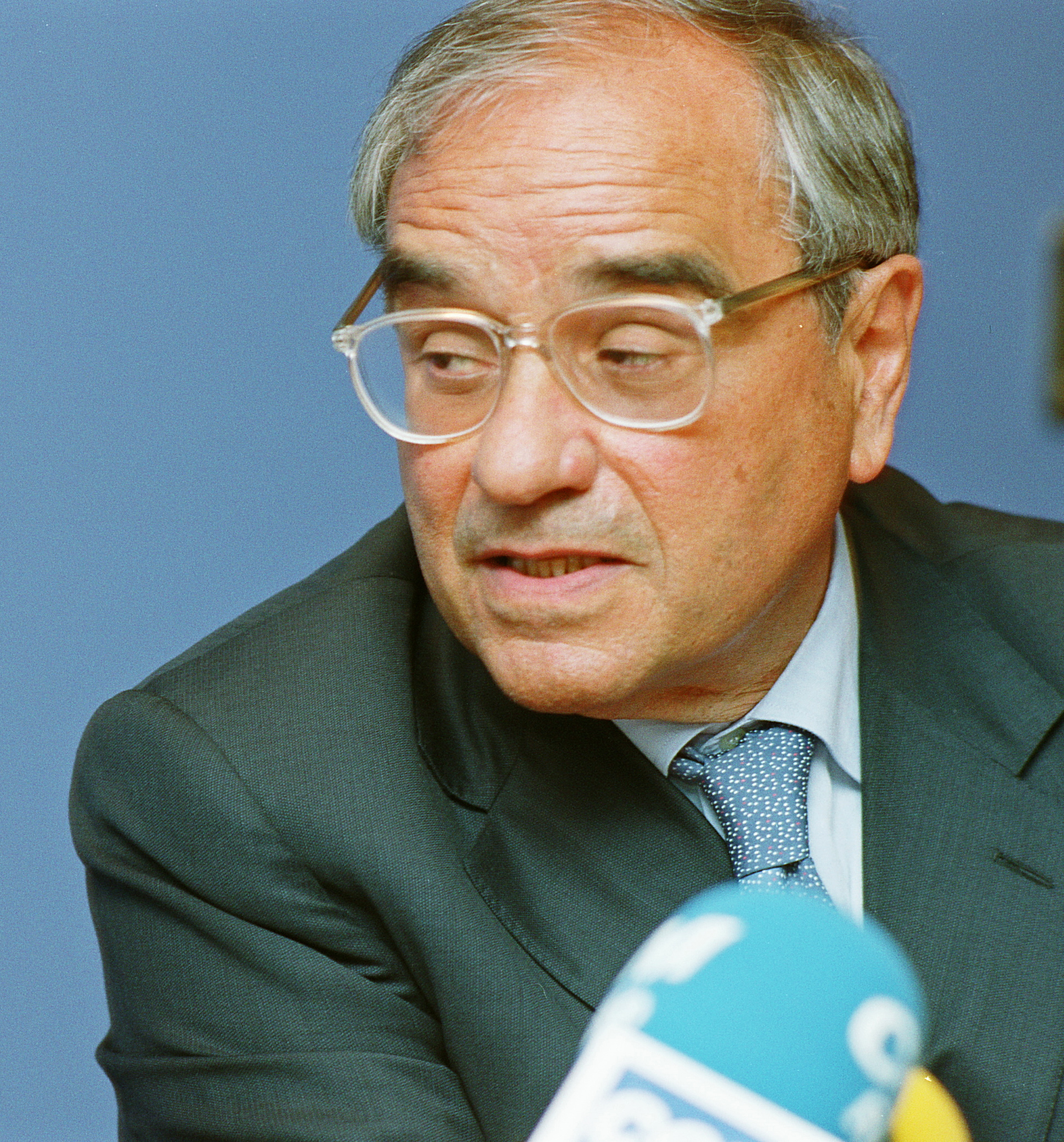
Rodolfo Martín Villa 2001

Von 1997 bis 2002 war Martín Villa Präsident der Endesa. 1997 war der Konzern zu 67 % in Staatsbesitz. Martín Villa betrieb die Privatisierung des Unternehmens. Zum Ende seiner Präsidentschaft zeigte er sich zufrieden mit dem Ergebnis, bedauerte aber, dass die von ihm angestrebte Fusion mit Iberdrola nicht zustande gekommen war. Die Vorsitze von Endesa Italia und Endesa Chile hielt er weiterhin inne und wurde zudem Vorsitzender der Endesa-Stiftung.
Im Januar 2003 wurde er Regierungsbeauftragter für die Prestige-Tankerkatastrophe. Von diesem Posten trat er im Oktober 2003 zurück, mit der Selbsteinschätzung, alles Notwendige getan zu haben.
Von 2004 bis 2010 war er Präsident von Sogecable. 2012 ernannte ihn Wirtschaftsminister Luis de Guindos zum geschäftsführenden Gesellschafter der Sareb, der Bad Bank Spaniens.

### Mitglied derReal Academia
Im November 2013 wurde er als ordentliches Mitglied in die Real Academia de Ciencias Morales y Políticas aufgenommen. Thema seiner Antrittsrede war:

«Claves de la Transición. El cambio de sociedad, la reforma en la política y la reconciliación entre los españoles.»

„Schlüssel der Transition. Wandel in der Gesellschaft, politische Reform und Versöhnung unter den Spaniern.“

### Anklage in Argentinien
2010 eröffnete die argentinische Bundesrichterin María Servini de Cubría einen Strafprozess „wegen Verbrechen des Völkermordes und/oder gegen die Menschlichkeit, die in Spanien durch die franquistische Diktatur vom 17. Juli 1936 bis zum 15. Juni 1977 begangen wurden.“ Der Prozess wurde in Spanien unter seiner Aktennummer causa 4591/10 und unter dem Namen querella argentina bekannt. Im Oktober 2014 erließ sie im Rahmen dieses Verfahrens einen internationalen Haftbefehl gegen Rodolfo Martín Villa, dem Mitverantwortung für das Massaker von Vitoria vorgeworfen wurde. Die spanische Regierung lehnte im März 2015 die Auslieferung von Martín Villa und 21 anderen spanischen Beschuldigten ab.
Im September 2017 hob die Bundesstrafkammer Argentiniens den internationalen Haftbefehl auf. Sie stellte fest, dass die Ereignisse, auf die sich der Haftbefehl bezieht, keine Verbrechen des Völkermords darstellen. Martín Villa hinterlegte eine Kaution beim argentinischen Gericht, woraufhin die Richterin im März 2018 den Haftbefehl zurückzog. Am 3. September 2020 sagte Martín Villa in einer Videokonferenz vor Richterin Servini aus.